# 프루시아스 2세

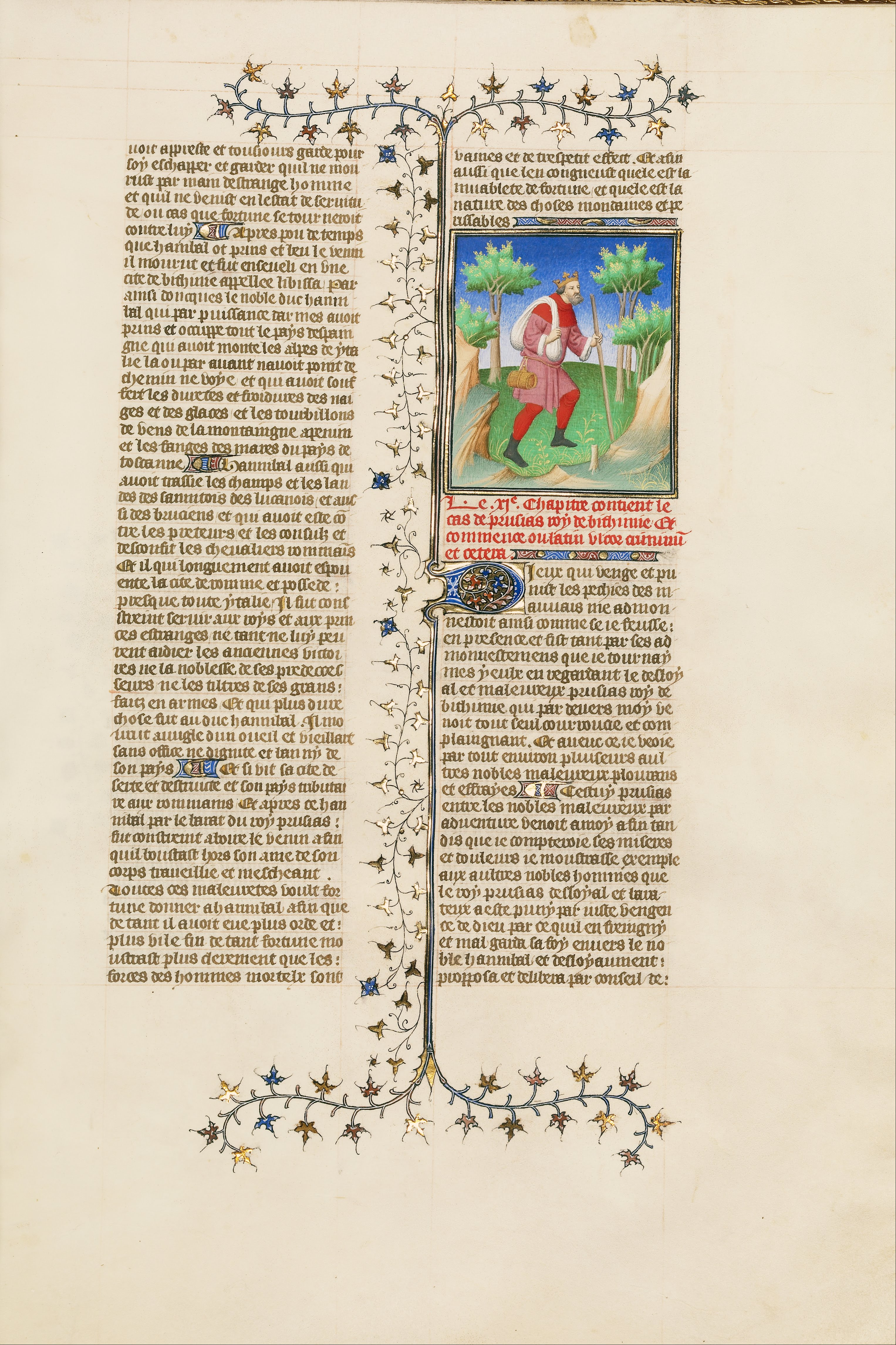
구걸할 처지에 놓인 비티니아의 왕 프루시아스 2세

프루시아스 2세 키네고스 (그리스어: Προυσίας ὁ Κυνηγός;  기원전 220년경 – 기원전 149년, 재위 기원전 182년경 – 기원전 149년)는 비티니아의 그리스 왕이다. 프루시아스 1세와 아파마 3세의 아들이자 후계자이다.

## 생애
프루시아스는 기원전 220년 프루시아스 1세와 아파마 3세 사이에서 태어났다. 그의 아버지가 기원전 189년에 사망했고, 이때 그가 비티니아아의 왕이 되었다. 프루시아스 2세는 폰토스의 파르나케스 1세의 전쟁 (기원전 181년-179년)에서 페르가몬의 왕 에우메네스 2세와 동맹을 맺었다. 그는 이후 페르가몬의 영토를 침입했으나 (기원전 156년–154년), 패퇴하고 말았고, 페르가몬은 500 탈렌트와 '20척의 대형 군선'을 포함한 막대한 배상을 요구했다.
프루시아스 2세는 외가 친척이자 마케도니아의 페르세우스 자매 및 안티고노스 왕조 출신의 인물이 아파메 4세와 혼인하여, 아들 니코메데스 2세 및 트라키아의 왕 코티스 4세와 그의 아내 세메스라의 아들 디에길로스와 혼인하게 되는 딸 아파마를 두었다.
프루시아스 2세는 아이톨리아 동맹으로부터 자신들을 위한 그의 행동과 기부를 설명하는 델포이의 기념비를 통해 칭송받았다.
생애 말년에, 프루시아스 2세는 이후에 얻은 아내로부터 자녀들이 생겼고 이 자녀들을 니코메데스 대신에 후계자들로 삼고 싶어했다. 그는 니코메데스를 로마에 보내 아탈로스 왕조와의 배상금의 액수를 줄이도록 도와달라고 요청하게 했고, 함께 간 공동 사절 메나스에게는 임무가 실패할 경우 니코메데스를 죽이라고 지시했다. 이 임무가 실패했음에도, 니코메데스는 프루시아스를 배신하도록 메나스를 설득하였고, 니코메데스는 스스로 왕이라 선포했다. 프루시아스는 아들에게 왕위를 포기해야만 했고 기원전 149년 자결했다.